# 香港浸信會聯會專業書院
香港浸信會聯會專業書院（Academy of the Baptist Convention of Hong Kong，簡稱浸聯會書院）成立於1999年。曾名為培正專業書院（Pui Ching Academy）及培正教育中心（Pui Ching Education Centre），為香港浸信會聯會屬下非牟利院校，以基督教辦學理念培育人才，根據《教育條例》第279章註冊（註冊編號為 550388）。
浸聯會書院提供一系列包括教師進修、職業培訓、語言訓練、科技工數（STEM）培訓等課程，以滿足各界的進修需求。浸聯會書院秉承基督教教育理念，認為人人皆擁有平等的教育機會，並可按個人喜好及選擇，獲得相應的學習機會，增進知識、裝備自己。因此，本院一直以為學員提供優質教育為辦學使命，幫助學員在靈性和學術上均得以發展、提升，以便學成後不論繼續進修抑或進入職場，皆可從容面對種種挑戰。
該校早期主要承辦教育署教師資訊科技培訓工作，2002年推出「I.T.種子計劃」，每年以在職培訓形式培訓數百名青少年成為學校見習助理。2006年開辦「中六證書課程」，透過一年全日制的課程為學生提供了升讀大學的機會。2009年7月，其時位於九龍油麻地加士居道的正校（前葛量洪教育學院舊翼）獲教育局批准易名為培正專業書院。原校址因配合伊利沙伯醫院擴展而於2014年政府被收回，在幾度搬遷後，書院現已遷入九龍尖沙咀柯士甸道33-39號創德樓2樓為行政辦公室，並於粉嶺、油麻地及西灣河設立專門開辦新高中外語課程的分校。該院於2021年7月1日起，正名為香港浸信會聯會專業書院。

## 歷任校長
1. 郭禮賢博士（Dr. KWOK Lai Yin, Percy，2004年 - 2007年）
2. 李倩玲女士（Ms. LI Sin Ling，2007年 - 2008年）
3. 岑錦康博士（Dr. SHUM Kam Hong，2008年 - 2019年）
4. 何世孝博士（Dr. HO Sai Hau, Simon，2019年 - 2021年）
5. 郭嘉怡女士（Ms. KWOK Ka Yee，2021年 - 2022年）
6. 陳炳祥博士（Dr. CHAN Ping Cheung, Patrick，2022年 - 2025年）
7. 郭嘉怡女士（Ms. KWOK Ka Yee，2025年 - 今）

## 提供課程

### 新高中外語課程
該院承辦由教育局多元學習津貼全額津助的香港中學文憑試「其他語言科目」課程，為學員提供整全的日語、法語及西班牙語正規課程，並透過學員所屬學校保送參加香港中學文憑試相關之丙類課程考試。在2020/21年度，來自逾75所中學近千名中學生入讀該院此等課程。在2020年度，該院之學員在香港中學文憑試之相關科目考獲A級（相等於甲、乙類科目第5級成績）之比率達六成。

### 特殊教育支援課程
該院與夥伴機構努力試課程訓練中心合辦經英國培訓資歷(TQUK)認可之特殊教育需要支援專業文憑（第四級）課程，為有意服侍有特殊學習需要的學童提供支援的專業人士提供培訓，讓他們更有效地提供服務，促進有需要學童的身、心、靈成長。

### 海外學位課程
該院由2020/21學年起開辦全日制商業管理專業培訓課程，該學生可在該院修讀職業專才基礎證書、商業管理證書及商業管理行政人員證書，並取得英國北安普頓大學商業管理（榮譽）文學士。課程以每月為一學期，每學期專修最多兩個單元，而且大部份單元以習作及持續形式進行評核，毋須考試，減輕學員學習壓力。由於該院以非牟利形式營辦，該課程學費與一般資助學士課程相若，該院更為浸聯會會友及屬校校友提供助學金，進一步減輕學員負擔。

### 副學位課程
該校原定於2012年9月開辦副學位課程，提供120個副學位學額，後因評審進度不配合而暫停開課。
2013年9月正式開辦副學位課程，提供150個副學位學額，但最終只有3人入讀。該校於2014年9月停辦副學位課程，改為集中開辨台灣升學課程。

### 台灣升學課程
2013年，該書院與十多台灣間大合辦「1+3升學台灣學位課程」課程，第一年於香港該書院上課，第二年赴台灣，升讀銜接大學之二年級。 合辦課程的台灣大學包括：國立金門大學，國立暨南國際大學、台灣首府大學、大葉大學、明道大學、義守大學、實踐大學、靜宜大學、大仁科技大學、弘光科技大學、南臺科技大學、建國科技大學、崑山科技大學、朝陽科技大學、萬能科技大學、樹德科技大學、嶺東科技大學、龍華科技大學及輔英科技大學。 然而有關的合作計劃自2017年起已經不再開辦。

### 青見校園系列

#### 「電子教．學支援計劃」培訓計劃
「電子教．學支援計劃」計劃是屬於勞工處「青少年見習就業計劃」轄下的在職培訓計劃 ，目的為15至24歲青少年提供職位空缺及培訓課程。這些職位空缺由全港中、小學及幼稚園提供。學員一方面以全職員工身分支援學校發展多元化教育工作，特別在資訊科技發展方面，獲得一份固定的薪金。另一方面，學員會獲安排在上任前到香港浸信會聯會專業書院接受兩星期的受薪培訓。學員完成香港浸信會聯會專業書院的課程，可獲頒證書。

## 爭議

### 收生不足
由於副學士課程巿場競爭過於激烈，除少數大型院校外，大部份副學士課程提供者收生均見不足。其中前培正專業書院於2013/14學年提供150個副學位學額，但最終只能錄取3人，僅佔預計收生學額的 2%。

### 新教學大樓及「培正」名稱風波

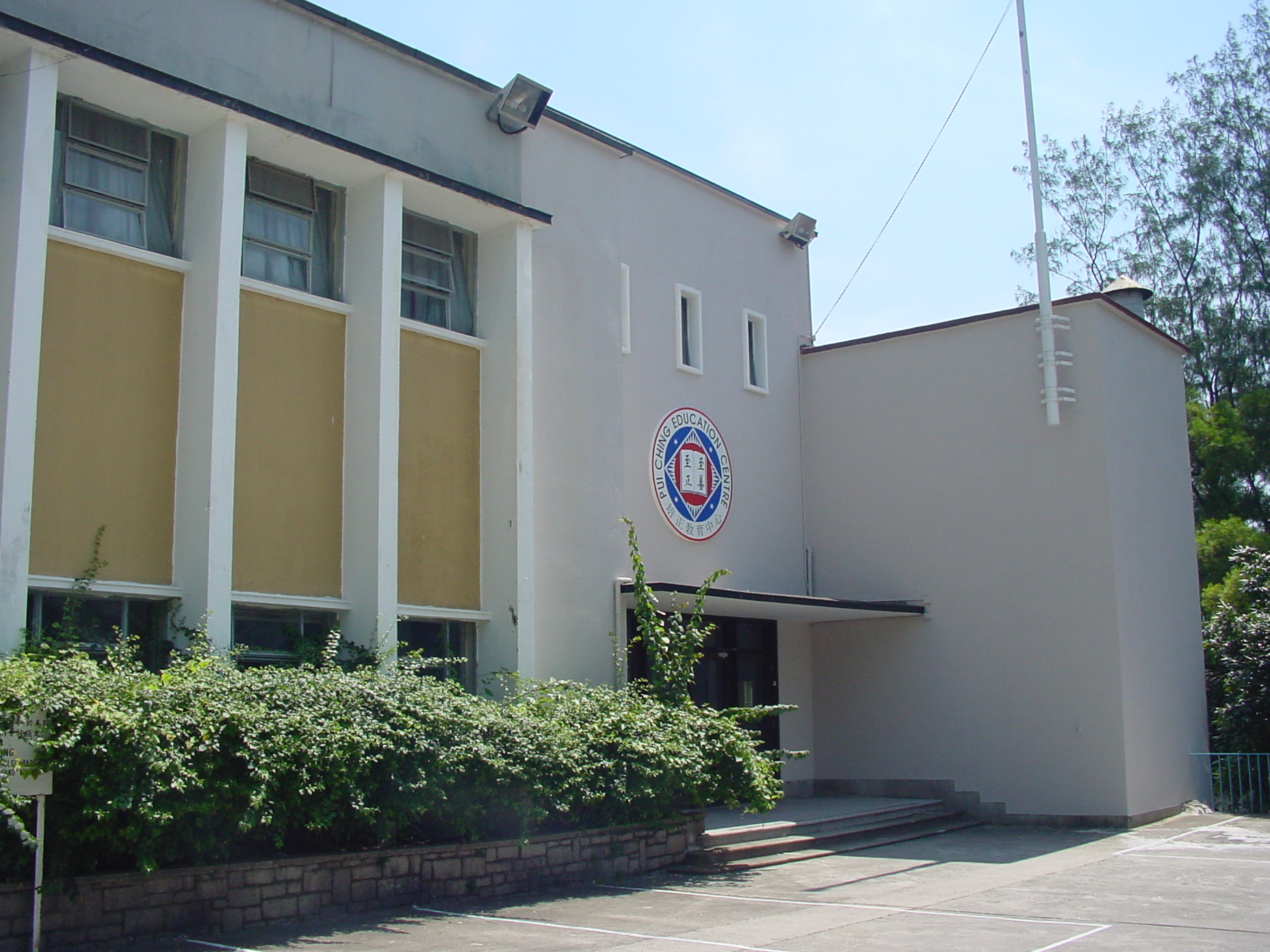
培正專業書院位於加士居道42號的前校舍，由於遷入新大樓不果及加士居道校舍被政府收回，目前已遷入九龍尖沙咀柯士甸道創德樓

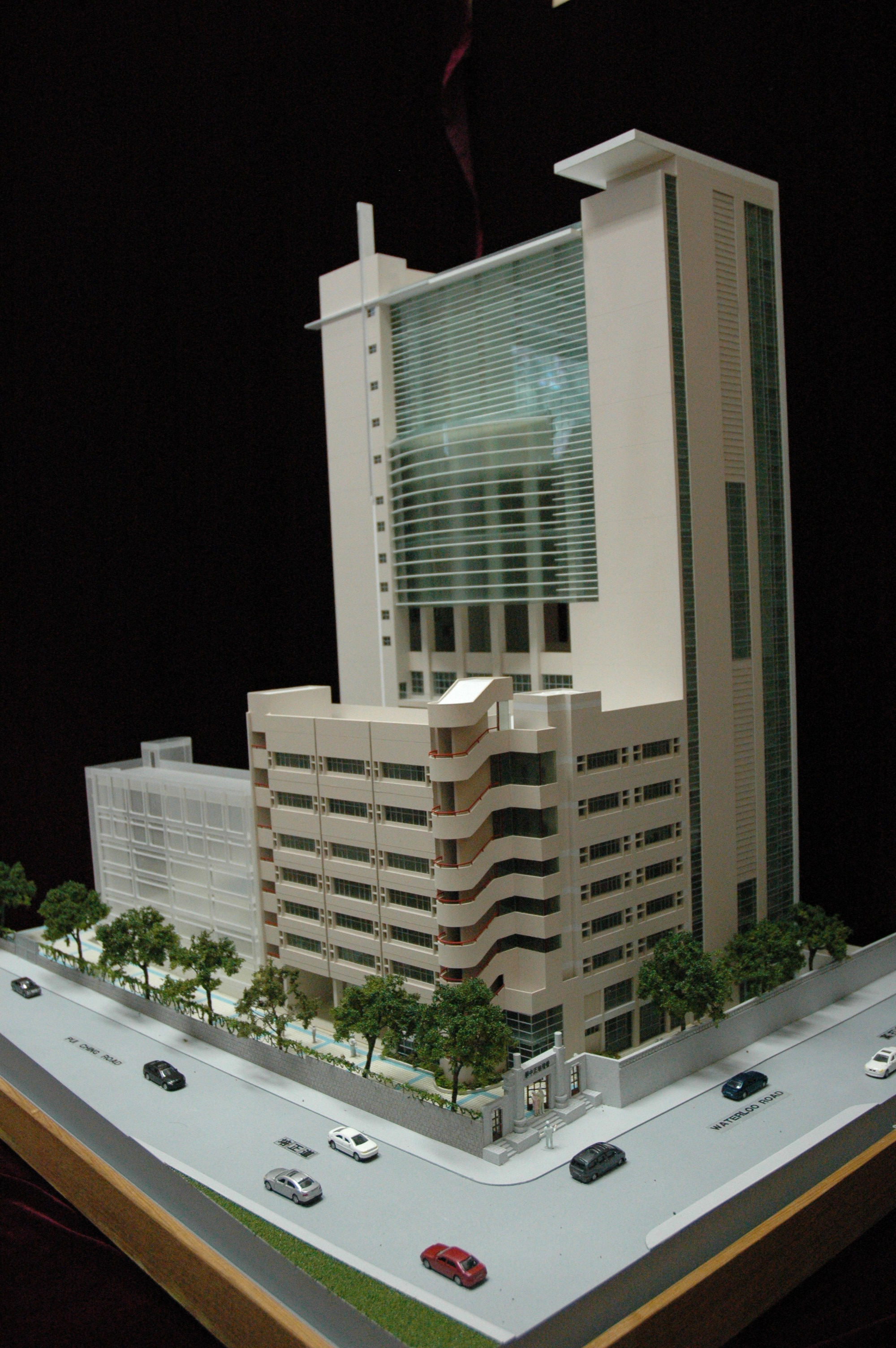
培正專業書院原定校園模型，書院大樓建於培正小學校址之內

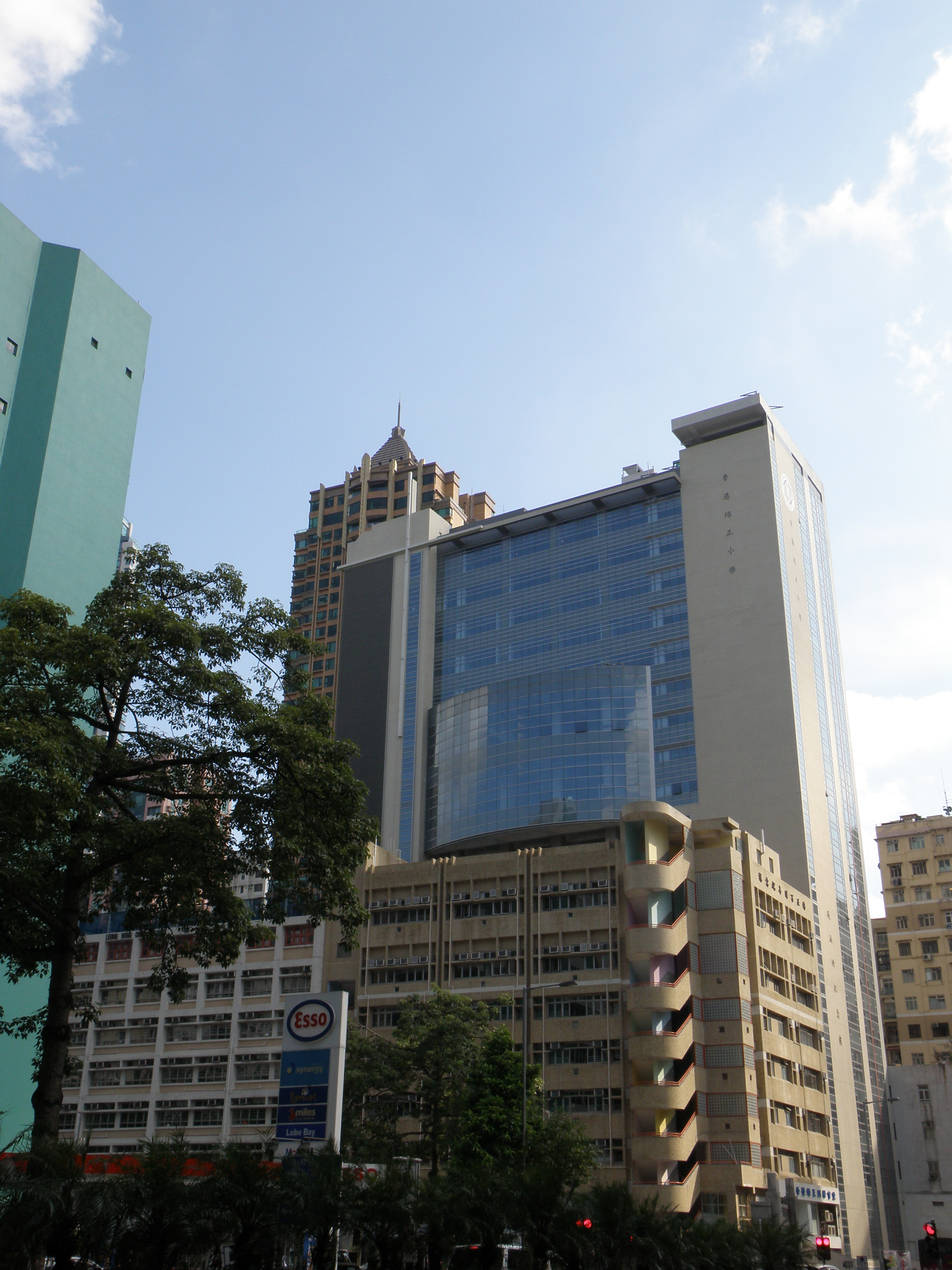
已完工的培正專業書院原定校園，但因財務爭議被培正小學禁止使用

2005年，位於窩打老道的香港培正小學計劃在原址興建新教學大樓，樓高達十五層，原先規劃教學大樓的一至七樓為培正小學的擴充部份，八至十五樓由當時的培正專業書院作專上教育之用。培正小學校友認為培正小學當時的校董楊國雄博士，同時兼任培正專業書院的校董，在角色上存在利益衝突，並質疑培正專業書院是浸信會聯會自行營辦的機構，與培正小學及中學沒有任何從屬關係，而香港教育條例亦規定作為小學校舍的建築物不得高於24米，而尋求特例批准便要有合理原因及通過更嚴格的審批要求，這樣等同培正小學的學生不能使用七樓以上的新大樓。
2014年，香港培正同學會及培正小學校友聯署《校友的呼聲》去函浸信會聯會，表示反對培正專業書院以「培正」之名義，在培正教育大樓開辦培正專業書院，同年八月，培正小學校友及家長召開大會，反對培正專業書院使用教學大樓的高層樓層，並要求管理層釐清培正小學與培正專業書院的財務及籌款收入，商人顧明均向香港高等法院申請禁制令，要求法庭頒令禁止培正專業書院使用「培正」名稱及採用培正標誌作為校徽，並追討賠償，浸信會聯會則表示已成立專責小組，研究培正專業書院的未來發展。
培正專業書院位於加士居道的校舍在2014年10月租約期滿須要遷出，雖然在培正小學興建的新教學大樓已經完工，但書院無法遷入新教學大樓，書院惟有遷到上海街80號華海廣場1-2樓，但繼續以「培正」作校名及使用培正商標作為校徽。
該院及後於2021年正名為「香港浸信會聯會專業書院」。

## 外部連結
- 官方网站